# گرهارد پروکوپ
گرهارد پروکوپ (انگلیسی: Gerhard Prokop; ۱۸ مهٔ ۱۹۳۹ – ۲۳ ژانویهٔ ۲۰۰۲) بازیکن فوتبال اهل آلمان بود.
از باشگاه‌هایی که در آن بازی کرده‌است می‌توان به باشگاه فوتبال اوپن و باشگاه فوتبال آلمانیا آخن اشاره کرد.